# 글리콘
글리콘(고대 그리스어: Γλύκων, 복수형: Γλύκωνος)은 고대의 뱀신이다. 2세기 로마 제국 내에서 방대하고 영향력 있는 추종 집단이 있었으며, 동시대 풍자 작가 루키아노스가 글리콘에 대한 주요 참고 문헌을 제공하고 있다. 루키아노스는 글리콘이 2세기 중엽 그리스인 예언가 아보노테이코스의 알렉산드로스에 의해 만들어졌다고 하였다. 루키아노스는 알렉산드로스를 거짓 예언가라 부르고, 그 전체가 사기극이라고 비난하며, 글리콘 자체도 사실 손 인형에 불과하다고 하는 등 글리콘 숭배에 대해 호의적이지 않았다.

## 마케도니아의 문화적 근거
글리콘 숭배는 마케도니아에서 비롯한 것일 수도 있으며, 그곳에서는 유사한 뱀 숭배 집단이 수 세기간 존재했었다. 마케도니아인들은 뱀이 풍요와 관련한 마술 능력을 가졌다고 믿었고 뱀에 대한 많은 신화를 갖고 있었으며, 예시로 뱀으로 가장한 제우스에 의해 올림피아스가 임신했다는 이야기가 있다.

## 초창기
최소한 초창기 당시, 글리콘 숭배 집단은 뱀의 관념이나 영혼에 대한 숭배를 하지 않고, 그 신이 형태를 갖췄다고 하는, 실제 뱀에 대하여 숭배를 하였다. 글리콘 신화에 따르면, 뱀은 알렉산드로스가 아스클레피오스의 새로운 화신이 나타날 것이라는 예언을 하고 난 뒤에 등장하였다고 한다. 사람들이 화신이 나타날 것이라고 하는 정오의 아보노티코스의 시장에 모였을 때, 알렉산드로스는 거위의 알을 꺼내어 이것을 깨트려, 그 안에 뱀신의 모습을 드러냈다. 일주일 안에 그 존재는 긴 금발을 포함해, 얼굴에 사람의 특징을 지닌 모습과 함께 인간 크기로 자라났다. 이 시점에서 묘사된 모습과 유사한 모습이 추정상 허수아비의 형태로 사원에 나타났고 한다. 일부 기록에서는 글리콘이라는 것이 훈련된 뱀에 꼭두각시 머리를 씌운 것이라고도 한다.
과거의 마케도니아 지역 뱀 숭배와 같이, 글리콘 신전에서 숭배의 초점은 풍요였다. 불임 여성들은 임십이 되길 바라며 글리콘에 공물을 바쳤을 것이다. 루키아노스에 따르면, 알렉산드로스는 신도들에게 임신을 유발시키는 데 덜 마술적인 방법을 갖고 있었다고 한다.

## 전파와 영향력

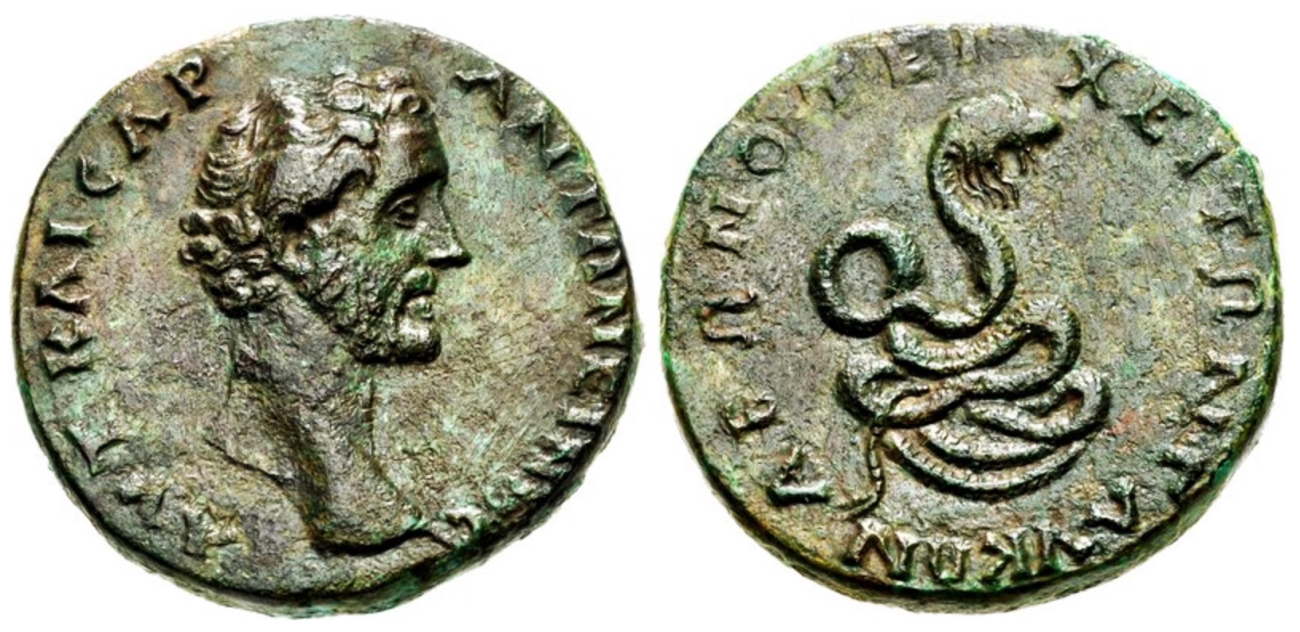
아보노테이코스에서 발행된 안토니누스 피우스의 주화로,“ΓΛVΚΩΝ ΑΒΩΝΟΤΕΙΧΕΙΤΩΝ”이라는 문구와 뱀신 클리콘을 나타내고 있다 (29 mm, 16.89 g)

160년경, 글리콘 숭배는 에게해 너머로 의심의 여지가 없이 전파됐다. 이 시기 안티오키아에서 발견된 한 금석문은 루키아노스에게 전해진 묘사와 일치하는 "글리콘이 우리를 역병의 구름으로부터 보호해주신다"라는 문구를 담고 있었다. 그 해에 아시아의 집정관이던 푸블리우스 뭄미우스 시센나 루틸리아누스는 본인을 글리콘 신탁의 수호자라 선언하였다. 그는 이후 알렉산드로스의 딸과 혼인하였다. 루키아노스에 따르면, 카파도키아의 총독이 로마 황제가 글리콘 신탁에 의해 아르메니아에서 죽음을 맞이하였으며, 심지어 로마 황제조차도 이 숭배 집단에서는 예외는 아니어서 마르쿠스 아우렐리우스는 알렉산드로스와 그의 뱀신에게 예언을 청하기도 하였다.
한편, 숭배 집단이 들어오기 전에는 작은 어촌 마을이던 아보노테이코스는 중요 도시가 되었고 이오노폴리스라는 다른 이름이 붙여졌다. 글리콘의 인기가 이 도시의 부흥에서 한 역할에 대해서는 밝혀진 바 없다.
글리콘 숭배가 하위 계층에서 인기를 얻었고, 이후 당대 로마 황제 마르쿠스 아우렐리우스를 포함한 주요 로마의 관료 및 공직자들이 글리콘 및 알렉산드로스의 예언의 신자들이 되었다. 지배 계층의 이러한 지지가 뱀이 치유력을 지닌 존재라는 기존의 미신이 맞물리면서, 글리콘의 숭배는 로마 세계의 새로운 지역에서도 신자와 추종자를 모으는 데 어려움이 없었을 것으로 보인다.

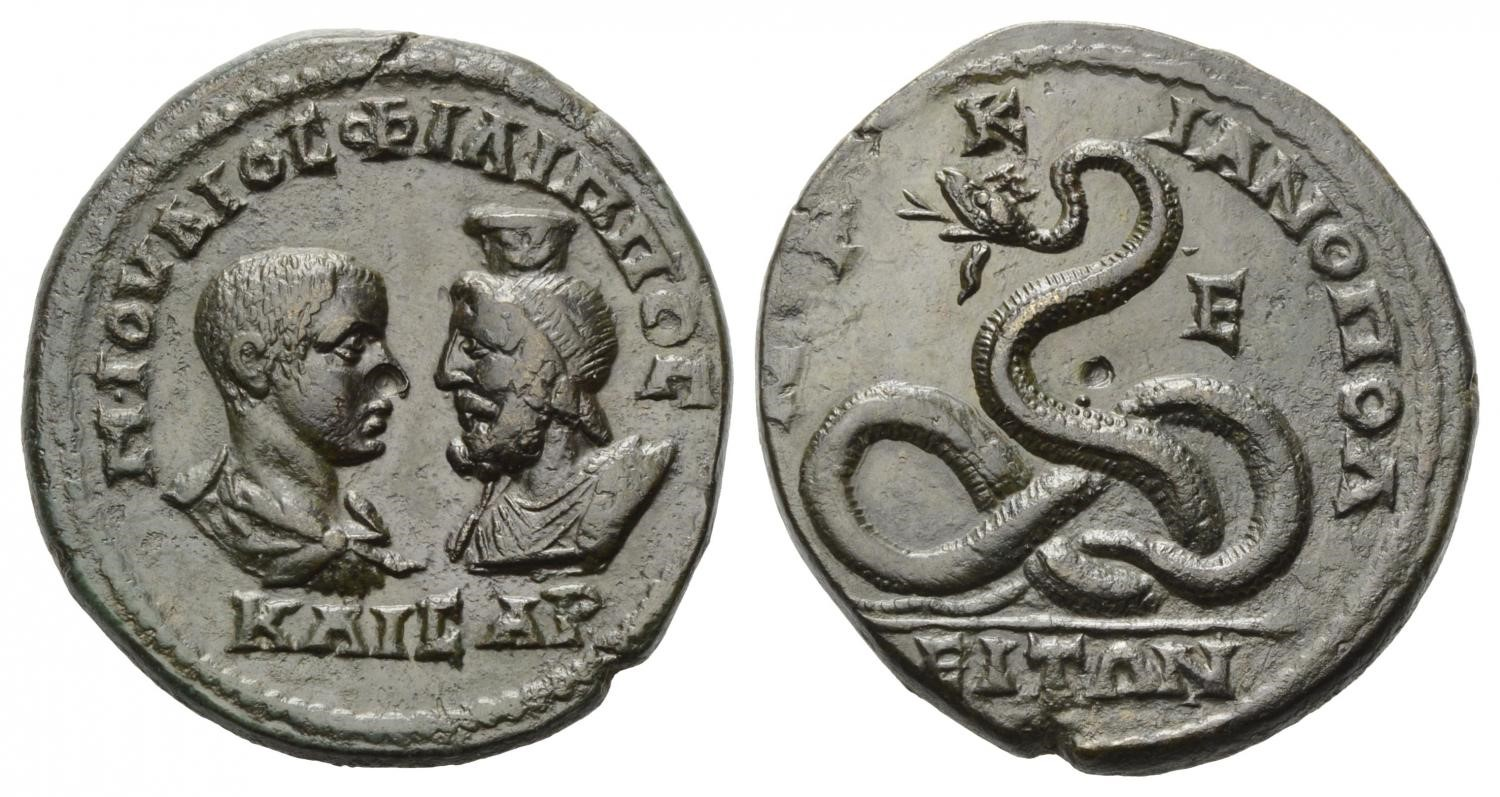
필리푸스 2세 시기 마르키아노폴리스에서 발행된 펜타사리온. 주화 뒷면에 수염을 한 채 휘감겨 있는 글리콘

재빠르게, 글리콘 숭배는 다뉴브강과 유프라테스강 사이 방대한 지역에 걸쳐 발견되었다. 안토니누스 피우스 집권기 말부터 시작되어 3세기까지 이어진, 공식 로마 주화들이 글리콘을 기념하며 발행되는 등 그의 인기를 입증하고 있다. 글리콘의 형상을 담은 로마 화폐는 서기 3세기 동안 활발하게 유통되었으며,  이들 중 일부는 실제로 그 시기에 제작된 것인지, 아니면 알렉산드로스가 생존 당시 (105년경-170년경) 이전에 제작되어 이후까지 계속 사용된 것인지는 알려져 있지 않다.
알렉산드로스 사후 최소 100년간 새로운 글리콘 숭배가 다뉴브강과 인접한 지역을 따라 전파된 것으로 알려져 있으며, 토미 (Tomi, 오늘날 콘스탄차)에서 발견된 조각상 같은 고고학 유물들은 일부에서는 이 도시에서 커다란 글리콘 숭배 집단이 존재했음을 나타내는 것이라 해석된다.
글리콘 숭배는 170년경 지도자가 죽은 뒤로 점차 신봉자들을 잃어가는 한편,  알레산드로스가 글리콘 신화에서 아스클레피오스의 손자서 합쳐지면서 그 이후로도 최소 100년간 이어졌다. 뱀 숭배가 지중해와 그 주변에서 치료의 신격으로 중요하게 여겨지는 점을 고려할 때, 글리콘 숭배는 알렉산드로의 죽음 이후에도 한동안 계속 확산되었다. 일부 증거는 글리콘 숭배가 4세기까지 지속되었다는 것을 나타낸다. 동시대 루키아노스의 작품들은은 글리콘 및 그에 대한 숭배, 숭배 집단의 활동에 대한 주요 참고 문헌이기에, 아보노테이코스의 알렉산드로스가 사망한 이후 그들이 정확히 어떻게 되었는지는, 기록이 남아 있지 않기 때문에 불분명하다.

## 현대

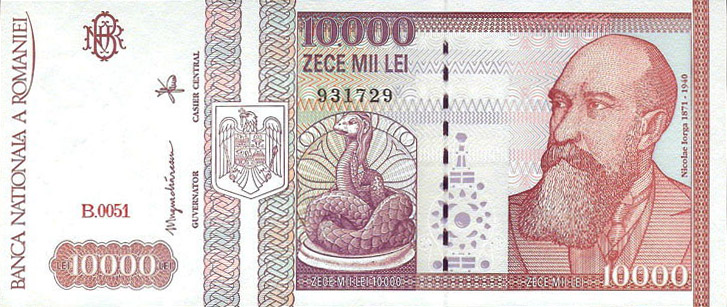
중심부에 글리콘이 묘사된 루마니아의 10,000 레우 1994년 은행권.

글리콘 대리석상이 루마니아 콘스탄차의 옛 팔라스 기차역 아래에서 발굴되었다. 이 조각상은 높이 66 센티미터 (26 in)이고 뱀의 길이는 4.76 미터 (15.6 ft)이다. 콘스탄차 역사 고고학 박물관에서 전시 중이다. 루마니아는 이 독특한 조각상을 1974년 우표에, 1994년 10,000 레우 은행권에 기념했다.
영국의 만화 작가이자 오컬리스트 앨런 무어는 본인을 의식 마법사이자 글리콘 신봉자라고 묘사했다. 무어는 "그 장갑 인형이 우주를 창조했다고 하는 등, 그런 위험한 것들을 믿게 할 가능성은 없기 때문에" 아마도 거짓일 가능성이 있는 신을 믿는 것을 선호하였다.

## 같이 보기
- 뱀 (상징주의)

## 참고 문헌
- A.M. Harmon, Introduction to Lucian of Samosata
- Greek text of Lucian: Alexander or the False Prophet, with modern Greek translation by A.M. Harmon, 1925
- Lucian of Samosata의 작품 - 프로젝트 구텐베르크
- C.P. Jones, Culture and Society in Lucian (1986)
- M.S. Kos, "Draco and the survival of the snake cult in the central Balkans", in: Tyche 6 (1991)
- R. Lane Fox, Pagans and Christians in the Mediterranean World (1986)
- Wolk, Douglas, Please, Sir, I Want Some Moore: The lazy British genius who transformed American comics(2003)
- Wilson, Rainn, The Bassoon King: my life in art, faith, and idiocy (2015)